# US Clay Court Championships 1975
Lo US Clay Court Championships 1975 è stato un torneo di tennis giocato sulla terra verde. È stata la 23ª edizione del torneo, che fa parte del Women's International Grand Prix 1975. Si è giocato ad Indianapolis negli USA dal 4 all'11 agosto 1975.

## Campionesse

### Singolare
Chris Evert ha battuto in finale  Dianne Fromholtz con il punteggio di 6–3, 6–4

### Doppio
Fiorella Bonicelli /  María-Isabel Fernández hanno battuto in finale  Gail Sherriff Chanfreau /  Julie Heldman con il punteggio di 3–6, 7–5, 6–3